# 公事根源
公事根源（くじこんげん）は、室町時代に一条兼良により記された有職故実書。全1巻。『公事根源抄』ともいう。

## 概要
後醍醐天皇の『建武年中行事』や祖父二条良基の『年中行事歌合』などを参考にして元旦の四方拝から大晦日の追儺までの宮中行事100余を月の順序で記し、起源・由来・内容・特色などを記している 。

## 研究諸説
奥書によると、応永29年（1422年）に兼良が自分の子弟の教育のために書いたものとあり、また後世に書かれた識語には室町幕府将軍足利義量の求めに応じて、19歳の兼良が何の書物も見ずに書いて進ったともある。本文に『年中行事歌合』からの本文引用が多く兼良の著作と呼ぶべきではないとする説もあるが、こうした著作方法は当時の学問では広く行われており兼良が独自に採用した他書の所説も含んでいることから兼良独自の著作とするべきであるとする反論もある。後世において重んじられ、『公事根源集釈』（松下見林）・『公事根源愚考』（速水房常）・『公事根源新釈』（関根正直）等の注釈書が書かれている。